# Bruant à sourcils jaunes
Emberiza chrysophrys
Espèce
Statut de conservation UICN

 LC  : Préoccupation mineure
Le Bruant à sourcils jaunes (Emberiza chrysophrys) est une espèce de passereaux de la famille des Emberizidae.

## Description
Il mesure environ quinze cm pour vingt-trois cm d'envergure. Sa masse varie entre vingt et vingt-quatre grammes.

## Aire de répartition
Il se reproduit dans la Sibérie orientale puis migre dans le sud de la Chine pour hiverner.